# Stellidia stellata
Stellidia stellata là một loài bướm đêm trong họ Erebidae.